# Bitoma paradisea
Bitoma paradisea là một loài bọ cánh cứng trong họ Zopheridae. Loài này được Blatchley miêu tả khoa học năm 1930.